# 佐藤晴彦 (政治家)
佐藤 晴彦（さとう はるひこ、1957年3月17日 - ）は、日本の政治家。千葉県横芝光町長（4期）。元横芝町議会議員（2期）。

## 来歴
千葉県山武郡横芝町（現・横芝光町）生まれ。横芝町立横芝小学校、横芝町立横芝中学校、千葉県立成東高等学校卒業。1979年（昭和54年）3月、明治大学商学部卒業。
1995年（平成7年）、横芝町議会議員に初当選。1999年（平成11年）、再選。
2006年（平成18年）3月27日、匝瑳郡光町と山武郡横芝町が合併し、横芝光町が発足。同年4月23日に行われた横芝光町長選挙に立候補し初当選。初代町長に就任した。
2010年（平成22年）、旧光町の人々の支援を受けた前横芝光町議会議員の齊藤隆に敗れ落選。
2012年（平成24年）2月6日未明に齊藤が自殺。齊藤の死去に伴って3月25日に行われた町長選挙に立候補し、2期目の当選を果たした。
2020年（令和2年）、無投票により4選。
2024年（令和6年）、元兵庫県議会議員の小西彦治を大差で破り、5選。

## 町政
DHCとの協定解消
2018年（平成30年）、横芝光町は町民の健康づくりの推進などを目的とした包括連携協定をDHCと締結した。災害時に避難者向けの健康食品などの提供を受ける取り決めをした。
その後、DHCは2020年（令和2年）11月、吉田嘉明会長名で在日韓国・朝鮮人に対する偏見に満ちた差別、蔑視発言を同社の公式ウェブサイトに掲載。2021年（令和3年）4月9日、DHCはさらに吉田の差別発言を掲載。吉田は「NHKは幹部・アナウンサー・社員のほとんどがコリアン系」「NHKは日本の敵」と述べた。
2021年（令和3年）5月24日、佐藤は吉田の文章が「差別的で容認できない」として、DHCに協定を解約することを決めた通知文書を送付した。6月末で協定は解消される見通し。